# Dianthus talyschensis
Dianthus talyschensis là loài thực vật có hoa thuộc họ Cẩm chướng. Loài này được Boiss. & Buhse mô tả khoa học đầu tiên năm 1860.